# Shugenja
Shugenja es un término utilizado en el juego de rol la Leyenda de los Cinco Anillos, de ambientación oriental y denomina a los usuarios de la magia en Rokugan.

## Características
En el universo de ficción de la obra pertenecen a la casta de los samurái, pero no están versados en el arte de la guerra como los bushi. Dedican su vida al estudio de la magia elemental basada en los cinco elementos (Fuego, Aire, Tierra, Agua y Vacío), en como comunicarse con los kami de cada elemento para que estos realicen los efectos mágicos que el shugenja desee.
También existen los maho-tsukai, o lanzadores de maho, que utilizan la magia de la sangre, prohibida por el emperador de Rokugan.
- Datos: Q7504680